# Famille de Coataudon-Tromanoir
La famille de Coataudon-Tromanoir (olim de Coëtaudon) est une famille subsistante de la noblesse française originaire de Bretagne, (Province du Léon). Elle est classée dans la noblesse d'ancienne extraction (sur preuves de 1423). Elle a adhéré à l'ANF en 2004.

## Origine
La famille de Coataudon-Tromanoir, subsistante, appartient à l'ancienne noblesse de Bretagne. Elle tire son nom, d'une part de la seigneurie de Coataudon (ou Coëtaudon), dans la paroisse de Guipavas, près de Brest, au diocèse de Léon  et, d'autre part, de la seigneurie de Tromanoir, en la paroisse de Plouénan, située à 7 km de Saint-Pol-de-Léon, dans le Finistère.
Cette famille figure de 1427 à 1534 aux réformations et montres de la noblesse de Bretagne. Elle a été maintenue dans sa noblesse d'ancienne extraction en 1669 (Grande enquête sur la noblesse), sur preuves d'onze générations par la Chambre de réformation. Ce jugement fait remonter la filiation à noble Olivier de Coataudon, vivant en 1426, marié à Catherine Touronce, et qui figure en 1427 à la réformation de la noblesse du pays de Léon. Son petit fils, Henry figura dans une montre de la noblesse de Bretagne en 1448.

## Personnalités
La famille de Coataudon a fourni des officiers de mérite, dont plusieurs chevaliers de Saint-Louis.
- Hervé de Coataudon, chevalier, seigneur de Coataudon. Il épouse Renée de Gouzillon, Dame de Coataudon
  - François de Coataudon (1635-1707), chevalier, seigneur de Coataudon, capitaine général des gardes-côtes de l'Evêché de Léon en 1692, chevalier de l'ordre de Saint-Louis[7]. Il épouse Catherine Marie de Keroulas.
    - Jean François de Coataudon (1692-1738), chevalier, seigneur de Coataudon, chef de nom et d'armes, capitaine de Guipavas, capitaine d'infanterie. Il épouse Anne Jeanne Mol, dame de Kermabon.
      - Jean-Baptiste marie de Coataudon, dit « le comte » (1724-1808), chevalier, lieutenant-colonel au régiment de Castries émigré, chevalier de l'ordre de Saint-Louis[8].
      - François-Marie de Coataudon (1725-1770), écuyer, lieutenant de vaisseau, chevalier de l'ordre de Saint-Louis, mort en mer en 1770.
      - Jean Baptiste Marie de Coataudon (1724-1808) épouse Marie Anne Le Chaussec.
        - Jean-Baptiste de Coataudon (1759-1825), chevalier, seigneur de Coataudon, Kermeur, Kerasnou, Tromanoir, et Kerduff, conseiller au parlement de Bretagne en 1781. Il épouse Mathurine Julienne Yvonne Le Deist.
        - François Vincent Marie de Coataudon (1761-1795), chevalier, lieutenant des vaisseaux du roi, fait prisonnier après l'expédition de Quiberon puis fusillé à Vannes le 8 fructidor an III[9].
        - François Marie de Coataudon de Kervanou, dit « le comte » (1763-1818), lieutenant des vaisseaux du roi, chevalier de l'ordre de Saint-Louis, blessé lors de l'expédition de Quiberon en 1795[10].
        - Jean Gabriel Marie de Coataudon (1766-1828), chevalier, seigneur de Kerduff, brigadier des  gardes du corps du roi Louis XVI, émigré en Bavière, en 1791. Il cesse l'activité militaire le 1er septembre 1815 et meurt à Kerduff le 14 juin 1828[11],[7]. Il épouse Anna Christine Gitter[a].
          - Jean Baptiste Jacob de Coataudon (1802-1852) épouse Marie Angélique Le Drevez.
            - Hyacinthe Marie Gabriel de Coataudon (1845-1913) épouse Annette Augustine Querne, puis veuf épouse en secondes noces à Pontorson en 1879 Françoise Marie Louise Huet.
              - Hyacinthe de Coataudon de Kerduff (1882), vicaire à Saint-Louis de Brest en 1912[10].

            - Ange Marie Gabriel de Coataudon de Kerduff (1850-1913), ancien curé de la Guadeloupe, prêtre du clergé colonial[10].

## Armoiries
- Armes : D'or au lion de gueules, armé, lampassé et couronné d'azur, à la bordure componée d'argent et de gueules.[14]

- Devise : « Tout à souhait »

## Alliances
Familles: de Bellingant, de Beaudiez, de Gouzillon, Hervé de Penhoat, Huchet de Cintré, Jouan de Kevenoaël, de Kergariou, de Kerguelen, de Keroüartz, de Keroullas, de Kersaintgilly de Saint-Gilles, de Kersauson de Pennendreff, de Kerguelen, de Kermenguy, de Kersulec, de Kerven, Léazart de Chefdubon, Le Forestier de La Villegourio, Le Rouge de Rusunan, de Penfentenyo, de Ploësquellec, de Silguy.

## Pour approfondir